# 安田洋祐
安田 洋祐（やすだ ようすけ、1980年〈昭和55年〉2月20日 - ）は、日本の経済学者、実業家。大阪大学大学院経済学研究科教授、株式会社エコノミクスデザインプリンシパル、スカパーJSATグループ番組審議会委員。
父は三井安田法律事務所創立者で弁護士の安田三洋。
経済学者としての専門は、ゲーム理論・産業組織論・マーケットデザイン。
ワイドショーコメンテーターとしても活動しており、とくダネ！、ミヤネ屋、報道ランナーなどのテレビ番組に合計500回以上出演している。
2020年6月より株式会社エコノミクスデザインのプリンシパルとしてコンサルタント業務やオンラインサロン運営を行っている。

## 来歴
1980年、東京都渋谷区で生まれる。渋谷区立西原小学校、小平市立小平第三小学校を経て、筑波大学附属駒場中学校・高等学校を卒業。高校の同窓生に森林原人（AV男優）や小島武仁（経済学者）がいる。1998年に東京大学文科二類に入学。当初は研究の道に進むつもりは特に無かったが、神取道宏（当時東京大学経済学部教授）の講義に感銘を受けて神取ゼミナールに入ったことが転機となり、経済学を志すようになった。学部卒業時には最優秀卒業論文に与えられる大内兵衛賞を受賞し、卒業生総代となった。東京大学卒業後は神取教授の推薦状によってプリンストン大学に進学。2007年、同大学よりPh.D.の学位を取得した。博士論文の題目はEssays in Theoretical Industrial Organization、指導教官はPatrick Bolton教授。
学位取得後は日本に帰国し、2007年8月に政策研究大学院大学助教授に就任した。2014年に大阪大学大学院経済学研究科に移籍し、同大准教授に就任。大阪大学に移籍した2014年以降も、非常勤講師として、政策研究大学院大学、財務省「理論研修」、神戸大学大学院などで講義を複数担当している。また、テレビやラジオでコメンテーターとしても活動しており、とくダネ!（フジテレビ）、ミヤネ屋（読売テレビ）、報道ランナー（関西テレビ）、NEWS WEB（NHK総合）の曜日レギュラー等を務めており、テレビ番組の出演回数は500回を超える。
2020年6月に今井誠・坂井豊貴・星野崇宏の３人が取締役として創業準備を進めていた株式会社エコノミクスデザインに共同創業者として参加し、コンサルタント業務やオンラインサロン（通称「ザ・ナイトスクール」）運営を行っている。2021年4月から2022年9月までリスボン大学経済経営学部（ポルトガル）に客員研究員として滞在していた。2022年7月より大阪大学大学院経済学研究科教授。

## 著書

### 単著論文
- 2013年. Instability in The Hotelling's Non-price Spatial Competition Model, Theoretical Economics Letters, Vol.3, No.3A: 7-10.
- 2014年.「オークションによる最適参入規制：最適参入オークションの理論」、『社会科学研究』、55巻3-4号121-138頁。 --- 安田の卒業論文を公刊したもの。安田はこの論文で2002年に大内兵衛賞（東京大学経済学部内の最優秀卒業論文に与えられる賞）を受賞している[8]。『社会科学研究』は東京大学社会科学研究所が発行する紀要（非売品）である[9]。

### 共著論文
- 2011年. Resolving Conflicting Preferences in School Choice: The "Boston Mechanism" Reconsidered, American Economic Review vol. 101(1), pp.399-410．Atila Abdulkadiroglu（英語版）およびYeon-Koo Che（英語版）との共著。第一著者のAbdulkadirogluは安田の博士論文の副査教授である[1]。
- 2014年. Strategy-proof Matching with Regional Minimum Quotas, AAMAS2014: 1225-1232. 後藤真宏、橋本直幸、岩﨑敦、川崎雄二郎、上田俊、横尾真との共著。
- 2015年．Expanding "Choice" in School Choice, American Economic Journal: Microeconomics, Vol.7, No.1, pp.1-42. Atila AbdulkadirogluおよびYeon-Koo Cheとの共著。
- 2016年．Strategy-proof Matching with Regional Minimum and Maximum Quotas. Artificial Intelligence, Vol.235, pp.49-57. 後藤真宏、岩﨑敦、川崎雄二郎、倉田良治、横尾真らとの共著。
- 2019年．Bankruptcy is an Inevitable Fate of Repeated Investments with Leverage. Scientific Reports Vol.9, #13745. Momoka Nii、岡部拓也、伊東啓、守田智、吉村仁らとの共著。
- 2020年．Oligopolistic Equilibrium and Financial Constraints. RAND Journal of Economics（英語版） Vol.51, Issue.1, pp.279-300. Carmen Bevia（英語版）およびLuis Corchon（英語版）との共著。

### 寄稿・監修など
- 2010年「ソブリンリスクと財政再建」日本経済新聞（経済教室、3月4日）。
- 2010年『経済学で出る数学 高校数学からきちんと攻める』日本評論社。尾山大輔との共著（第1章と第2章を担当）。
- 2010年『学校選択制のデザイン：ゲーム理論アプローチ』エヌ・ティ・ティ出版。「まえがき」、第5章「学校選択問題のフロンティア」（小島武仁との共著）、第6章「学校選択制に関する政策提言」を担当。
- 2012年『日本の難題をかたづけよう 経済、政治、教育、社会保障、エネルギー』光文社。第1章「社会を変える新しい経済学：マーケットデザインの挑戦」を担当。
- 2013年『改訂版 経済学で出る数学 高校数学からきちんと攻める』日本評論社。尾山大輔との共著（第1章と第2章を担当）。
- 2014年『オイコノミア：ぼくらの希望の経済学』朝日新聞出版。出演TV番組の書籍化（第4章と第6章に相当）。著者はNHK Eテレ「オイコノミア」制作班と又吉直樹。
- 2014年『「学問」はこんなに面白い！ — 憲法・経済・商い・ウナギ』星海社新書。第3章「安田洋祐先生に“経済の本質”を学ぶ」を担当。
- 2014年『経済学で出る数学：ワークブックでじっくり攻める』日本評論社。尾山大輔らとの監修（執筆は白石俊輔）。
- 2015年『図解ピケティ入門：いちばんやさしい「21世紀の資本」の読み方』彩図社。安田は監修者。
- 2017年『欲望の資本主義：ルールが変わる時』東洋経済新報社。著者は丸山俊一とNHK「欲望の資本主義」制作班。安田が出演した番組の書籍化。
- 2018年『欲望の資本主義2：闇の力が目覚める時』東洋経済新報社。著者は丸山俊一とNHK「欲望の資本主義」制作班。安田が出演した番組の書籍化。
- 2019年『欲望の資本主義3：偽りの個人主義を越えて』東洋経済新報社。著者は丸山俊一とNHK「欲望の資本主義」制作班。安田が出演した番組の書籍化。
- 2019年『資本主義はどこに向かうのか：資本主義と人間の未来』日本評論社、堀内勉・小泉英明編著。第5章「資本主義はどこへ向かうのか―格差・日本経済・テクノロジー」を執筆。
- 2021年『人の資本主義』東京大学出版会。第3章「歴史性・普遍性・異質性から見た経済」を担当。編著者は中島隆博。
- 2022年『そのビジネス課題、最新の経済学で「すでに解決」しています。』日経BP。第1章「ビジネスパーソンの『武器』としての経済学」を担当。